# كورت إدوارد فيشباك
كورت إدوارد فيشباك (بالإنجليزية: Kurt Edward Fishback)‏ هو مصور أمريكي، ولد في 1942.